# Kendi István
Kendi István (? – 1628 körül) erdélyi kancellár 1608 és 1610 között.

## Élete
Apja, Kendi Sándor a fejedelmi tanács tagja volt. Apja kivégzése után 1595-ben követte őt Doboka vármegye főispáni tisztségében. 1603-ban részt vett a Székely Mózes vezette felkelésben, majd rövid időre Giorgio Basta fogságába került. 1605-ben Bocskai István vezéreként és a diplomáciai ügyek közvetítőjeként tevékenykedett. 1608-ban Báthory Gábor kancellárrá tette, 1609-ben neki adományozta Szamosújvárt, amelyhez akkoriban számos falu tartozott. Báthory rögtön uralkodása kezdetén őt küldte a tekintélyes brassói főbíróhoz, Michael Weisshoz megtudakolni, hogy mi a véleménye Radu Șerban havasalföldi fejedelem elűzéséről.
1610-ben a fejedelem élete ellen irányuló összeesküvésben vett részt Kornis Boldizsárral, ezért fej- és jószágvesztésre ítélték, ami elől Kassára menekült. Bár Bethlen Gábor 1614-ben megengedte, hogy visszatérjen, az év végéig sem maradt. A számos trónkövetelő egyikeként 1615-ben csapatokkal támadt Erdélyre. 1618-ban feleségül vette Báthory Gábor özvegyét, palocsai Horváth Annát. 1628 körül halt meg. Egyes vélemények szerint nem maradt fiúutódja, mások viszont a Kende család cégényi ágát tőle származtatják.